# Clint Gresham
Clint Gresham (* 24. August 1986) ist ein ehemaliger US-amerikanischer American-Football-Spieler auf der Position des Long Snapper. Er spielte für die Seattle Seahawks in der National Football League.

## College
Gresham besuchte in seiner Anfangszeit die University of Oklahoma, wechselte anschließend aber auf die TCU, wo er 2009 abschloss. Er machte seinen Abschluss in unternehmerischer Wirtschaft als Hauptfach und Kommunikationswissenschaften als Nebenfach.

## NFL
Gresham war der einzige Long Snapper, welcher beim NFL Draft 2010 antrat. Im Draft wurde er nicht ausgewählt, wurde jedoch als Free Agent von den New Orleans Saints verpflichtet, am 1. August jedoch bereits zu den Seattle Seahawks getradet. Mit den Seahawks gewann er Super Bowl XLVIII und nahm an Super Bowl XLIX teil. Am 20. März 2015 unterschrieb er einen Drei-Jahres-Vertrag über 2,7 Millionen Dollar. Nach der Saison 2015 wurde er von den Seahawks entlassen.